# Boys and Girls - Attenzione: il sesso cambia tutto
Boys and Girls - Attenzione: il sesso cambia tutto è un film del 2000 diretto da Robert Iscove.
Per temi, struttura e sviluppo narrativo, la pellicola ricorda il piccolo classico della commedia romantica moderna Harry, ti presento Sally... di Rob Reiner, di cui Boys and Girls - Attenzione: il sesso cambia tutto appare un aggiornamento in chiave giovanilista.

## Trama
Ryan e Jennifer si incontrano per caso una prima volta, a dodici anni, in aereo, mentre viaggiano soli, ed è sufficiente che si scambino poche parole perché emergano subito le nette differenze caratteriali e finisca in un litigio. Si reincontrano casualmente anche negli anni successivi, prima al liceo (dove lui è lo sfigato che indossa il costume della mascotte alle partite di football e lei è la reginetta della scuola) e poi in università, a Berkeley, ma continuano a non "trovarsi".
È ancora il caso a trasformare il loro rapporto da una conoscenza episodica ad un'amicizia speciale, quando Ryan comincia ad uscire con Amy, complessata coinquilina di Jennifer, che chiede proprio all'amica di mollarlo al posto suo.
Ryan e Jennifer hanno modo così di confrontarsi, condividere le rispettive, sfortunate esperienze sentimentali e scoprire che, malgrado le indubbie differenze (lui, studente di ingegneria, è serio, metodico, affronta la vita come un progetto da definire nei dettagli, affronta qualsiasi legame con il massimo impegno; lei, studentessa di lettere, è convinta fautrice del principio del carpe diem, affronta la vita con leggerezza, senza fare programmi per il futuro, è indipendente e non vuole legami duraturi, ma è facile all'innamoramento ed alle successive delusioni), si trovano bene insieme.
Diventati amici e confidenti inseparabili, con l'invidia dei rispettivi coinquilini, dopo l'ennesima delusione amorosa, in un momento di fragilità emotiva, si lasciano andare e finiscono a letto insieme. Questa esperienza rovina la loro amicizia, perché Jennifer se ne pente immediatamente e vorrebbe far tornare tutto come prima, mentre Ryan vorrebbe far evolvere il loro rapporto e preferisce rinunciarci del tutto, piuttosto che ignorare quello che è successo.
Dopo mesi di lontananza, arrivato il momento decisivo della laurea, dopo il quale potrebbero perdersi di vista per sempre, i due hanno un confronto nel loro luogo preferito, affacciato sul Golden Gate Bridge ma, mentre Ryan rivela con la massima sincerità il proprio amore, Jennifer è bloccata dalla  profonda paura di impegnarsi. Sarà solo in extremis, sull'aereo con cui Ryan sta lasciando San Francisco, che Jennifer, decisa a correre di nuovo il rischio di soffrire per amore, riuscirà a ricambiare i suoi sentimenti.